# Edificio 26
Building 26 - Edificio 26 es el décimo sexto episodio de la tercera temporada de Héroes, bajo el nombre del volumen cuatro: Fugitivos. El episodio aireó el 16 de febrero de 2009 en la cadena televisiva NBC en los Estados Unidos, su país de origen. El episodio fue escrito por Rob Fresco y se dirigió por Sergio Mimica-Gezzan.  
El episodio fue dividido en cuatro historias:
- Hiro Nakamura (Masi Oka) y Ando Masahashi (James Kyson Lee) en India,intentando detener una boda según los dibujos de la precognición de Matt Parkman del episodio anterior.
- Nathan Petrelli (Adrian Pasdar) en su oficina de la compañía intentando detener un nuevo carácter; su nuevo jefe Abby (Moira Kelly) de cerrar la operación de acorralar a todos los humanos con habilidades especiales.
- Sylar (Zachary Quinto) y Luke Campbell (Dan Byrd) viajan para encontrar al padre de Sylar.
- La tensión de la familia Bennet con relación a Claire Bennet(Hayden Panettiere) y los mensajes de texto de un carácter misterioso sólo conocido como «Rebelde»

## Trama
Las imágenes proféticas de Matt Parkman del episodio anterior llevan a Hiro Nakamura y Ando Masahashi a la India a detener una boda. La novia, Annapoora, está disgustada porque ella no ama al novio, Deepak, de verdad y la está forzando a la boda. Hiro se pone celoso de Ando que habla con Annapoora y se vuelve el héroe haciendo que se cancele la boda. Después, Deepak furioso secuestra a Ando y hace proseguir la boda como estaba planeado. A finales del episodio, la boda se detiene por completo cuando Hiro maneja el balance, y pide que vuelva Ando. Hiro discierne que el viaje a India fue destinado para comprender que puede ser un héroe sin tener las habilidades especiales. Cerca del final del episodio, los dos reciben un mensaje de «Rabel» misterioso, el mismo nombre que ha estado avisando a Claire Bennet. El mensaje les dice a Hiro y Ando que ellos necesitan salvar a Matt Parkman.
Entretanto, Nathan Petrelli busca a fondo pero se encuentra en problemas cuando su nuevo jefe, Abby, manda a que investiguen lo que él ha estado haciendo.  Tracy Strauss se encuentra presa, y pide que Nathan cierre la operación. La mente de Abby cambia drásticamente cuando ve a Tracy escapar y matar a un hombre congelándolo. Abby le dice que él puede tener todo el fondo monetario que necesite. Tracy cree que Nathan dejó la puerta abierta y debilitó las cadenas para que ella pudiera escapar para que Abby viera la verdad sobre el funcionamiento entero, y más allá advierte Nathan que ella escapará inevitablemente. Danko había formado planes detrás de Nathan para que Tracy hiciera esto.
Sylar y Luke Campbell van hacia el oeste para encontrar a los padres de Sylar. La tensión aumenta entre ellos como Luke intenta favorecer Sylar, pero ellos detienen el carro en una cafetería y consiguen algo que comer. Los únicos deseos de Sylar en ese momento son los de encontrar a sus padres. Luke le da la dirección a Sylar de su padre, pero los hombres de Nathan entran en la cafetería y estropean el momento. Ellos capturan a Luke, mientras Sylar escapa después de romperle el corazón diciéndole que no lo necesita más. Inevitablemente, Sylar regresa, mata a los hombres de Nathan, rescata Luke y roba una computadora portátil, la que es el único motivo para su regreso, para aprender cómo ellos han estado rastreándolo.  
La tensión se encuentra en la familia Bennet, con Claire Bennet que le dice a su padre, Noah Bennet, que ella no le puede mentir más a Sandra. Noah cree que Sandra, así como el hermano de Claire, están más seguros sin saber el plan de Nathan. Noah al final de la conversación le dice que tiene que volver al colegio aunque sea a la fuerza.  
Después en el episodio, Claire recibe otro mensaje de texto anónimo de« Rebelde» que le pide que advirtiera a Alex Woolsley en el Sam's Comics en Buford. Ella va a rescatar a Alex, sólo que también encuentra allí a Noah por la misma razón. Quedándose oculta, logra conseguir que Alex escapara, y los dos salen corriendo de allí. Durante este tiempo Alex revela su habilidad que es respirar bajo el agua. Claire le aconseja a Alex que se quede oculto, mientras ella intenta volver casa para evitar sospecha. Noah la advierte que si la agencia descubre que él no puede controlarla ya, ella estaría en la lista de las personas a coger. Claire sonríe y simplemente reconoce que él no puede. Claire cede finalmente ante su culpa de la salida del episodio y le dice a Sandra sobre todas las mentiras que Noah ha estado diciéndole, que lleva a Noah sin dadas de puntapiés fuera de la casa. También muestra que Alex está quedándose oculto con Claire en su cuarto. En una barra de hotel, Noah bebe mientras examina su anillo de boda antes de desmayarse. Es levantado por Matt, Peter y Mohinder quienes lo llevan a un lugar para interrogarlo.